# Lara (paroisse civile)
Pour les articles homonymes, voir Lara.
Lara est l'une des dix-sept paroisses civiles de la municipalité de Torres dans l'État de Lara au Venezuela. Sa capitale est San Pedro.

## Personnalités liées
- Eduardo Herrera Riera (1927-2012), prélat vénézuélien